# Jagdstaffel 76

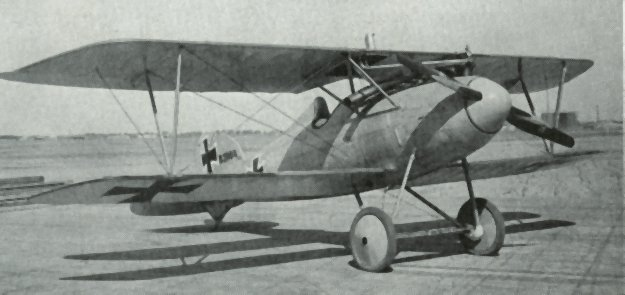
Albatros D.V – podstawowy samolot Jasta 76.

Jagdstaffel 76 – Bayerische Jagdstaffel Nr. 76 – Jasta 76b – jednostka lotnictwa niemieckiego Luftstreitkräfte z okresu I wojny światowej.

## Informacje ogólne
Jednostka została utworzona w październiku 1917 roku. Organizację eskadry powierzono ówczesnemu pilotowi Jagdstaffel 16 porucznikowi Walterowi Böning.
W marcu 1918 roku przydzielona była razem z Jagdstaffel 41, Jagdstaffel 71 i Jagdstaffel 77 do Kommandeur der Flieger Armii B, a od kwietnia 1918 roku została przydzielona do 2 Armii.
W całym okresie swojej działalności operowała na froncie zachodnim. Eskadra walczyła przede wszystkim na samolotach Albatros D.V. Pod koniec wojny została także wyposażona w samoloty myśliwskie Pfalz D.XII.
Przez jej personel przeszli: Walter Böning (11), porucznik Wilhelm Kolb, Ltn Richard Emmerich, Ltn Max Schick, Gottfried Stemmler, Karl Koller, Ludwig Artmann, Hans Böhning.

## Dowódcy Eskadry
| Stopień   | Nazwisko      | Okres                   |
| --------- | ------------- | ----------------------- |
| Porucznik | Walter Böning | 05.10.1917 – 31.05.1918 |
|           |               | 31.10.1917 – 11.11.1918 |